# Prazer, eu sou Ferrugem
Prazer, eu sou Ferrugem é o terceiro álbum e primeiro DVD do cantor Ferrugem, lançado no dia 16 de março de 2018 através da gravadora Warner Music. O álbum foi indicado ao Grammy Latino na categoria de Melhor Álbum de Samba e Pagode.

## Faixas
| N.º | Título                                    | Duração |  |
| 1.  | "O som do tambor"                         | 5:16    |  |
| 2.  | "Prazer, eu sou Ferrugem"                 | 2:46    |  |
| 3.  | "Meu bem"                                 | 2:19    |  |
| 4.  | "O meu coração tem medo"                  | 3:20    |  |
| 5.  | "Pirata e tesouro"                        | 3:39    |  |
| 6.  | "Pra você acreditar"                      | 3:23    |  |
| 7.  | "Minha namorada"                          | 3:04    |  |
| 8.  | "Davi" (part. Péricles)                   | 3:64    |  |
| 9.  | "Samba Blues"                             | 3:08    |  |
| 10. | "Você e eu"                               | 3:19    |  |
| 11. | "Flashback" (part. Marcos & Belutti)      | 3:00    |  |
| 12. | "Eu te homenageava" (part. Nego do Borel) | 3:34    |  |
| 13. | "Pra você dar o nome" (part. Thiaguinho)  | 3:30    |  |
| 14. | "Eu juro" (part. Suel)                    | 3:15    |  |
| 15. | "Três palavras"                           | 3:04    |  |
| 16. | "É natural" (part. Bruno Cardoso)         | 3:27    |  |
| 17. | "Eu sou feliz assim"                      | 3:32    |  |
| 18. | "Saudade não é solidão"                   | 3:06    |  |
| 19. | "Sinto sua falta"                         | 3:24    |  |
| 20. | "Tentei ser incrível"                     | 3:54    |  |
| 21. | "Dentro de um pandeiro"                   | 3:02    |  |
| 22. | "Em turnê"                                | 2:45    |  |
| 23. | "Paciência" (part. Ludmilla)              | 3:53    |  |
| 24. | "Ensaboado"                               | 3:01    |  |
| 25. | "Climatizar"                              | 3:07    |  |